# Милани
45°27′ пн. ш. 15°17′ сх. д. / 45.45° пн. ш. 15.29° сх. д.
Милани (хорв. Milani) — населений пункт у Хорватії, у Карловацькій жупанії у складі громади Босилєво.

## Населення
Населення за даними перепису 2011 року становило 10 осіб.
Динаміка чисельності населення поселення: